# ルドルフ・フォン・リッベントロップ
ルドルフ・フォン・リッベントロップ（Rudolf von Ribbentrop、1921年5月11日 - 2019年5月20日）は、ドイツの貴族、実業家。ナチス・ドイツの武装親衛隊隊員。最終階級は親衛隊大尉。
ヒトラー内閣の外務大臣ヨアヒム・フォン・リッベントロップの長男。ルドルフ自身も第二次世界大戦で活躍したドイツ軍人として著名である。

## 略歴
ヴィースバーデンに生まれる。父ヨアヒムが駐英大使であったため、ルドルフはロンドンのウェストミンスター・スクールで学んだ。俳優のピーター・ユスティノフはクラスメイトで後にルドルフとの関係を自叙伝『Dear Me』に著した。
1939年、武装親衛隊に新兵として志願し、SS連隊ドイッチュラント(SS-Standarte Deutschland)に配属される。
1940年、フランス戦に親衛隊上等兵として参加し二級鉄十字章を叙勲された。その後、バートテルツのSS士官学校へ入学し、1941年4月親衛隊少尉に任官し、第6SS山岳師団「ノルト」の偵察大隊小隊長として配属された。
1941年、独ソ戦が始まるとフィンランドで勇戦したが、同年9月に負傷して後送され、戦傷章を受けた。10月にはフィンランド政府から自由十字章の叙勲を受けている。1942年2月に退院。その後、ポメラニアで再編中の第1SS装甲師団の戦車小隊長として配属された。
師団は、1943年1月に第三次ハリコフ攻防戦に投入され、3月に親衛隊中尉に昇進し、6月には戦車中隊長になった。7月に師団はツィタデレ作戦に投入され、ルドルフもプロホロフカの戦いに参加し、騎士鉄十字章の叙勲を受けた。
1943年8月に第12SS装甲師団「ヒトラーユーゲント」に異動し、中隊長として兵士たちの訓練にあたった。1944年6月3日にイギリス軍の戦闘爆撃機の銃撃により負傷したが、9日には部隊に復帰して戦闘の指揮をとった。ノルマンディー戦の活躍でドイツ十字章や戦車突撃章金章を叙勲された。8月にはかろうじてファレーズ・ポケットから脱出し、連隊長副官になった。12月にはバルジの戦いに参加し、1945年1月親衛隊大尉に昇進した。5月8日に師団とともにアメリカ軍に投降した。
戦後、父ヨアヒムはニュルンベルク裁判で戦犯として絞首刑に処された。
ルドルフは大株主として父が共同経営者を務めていた母の実家である世界有数のスパークリングワイン醸造業の経営に参加した。しかし、戦犯「リッベントロップ」の名を嫌った社主である従兄弟のオットー・ヘンケルが追い出しにかかり、訴訟沙汰に発展した。結局、会社名から「リッベントロップ」を取ることで和解している。
1960年にはミュンヒハイゼン家の令嬢イルゼ・マリーと結婚した。
2008年に父親に関する伝記『我が父　ヨアヒム・フォン・リッベントロップ　体験と回顧』を出版した。
2019年5月20日に死去。享年98歳。

## 文献
- Fellgiebel, Walther-Peer (2000). Die Träger des Ritterkreuzes des Eisernen Kreuzes 1939-1945. Friedburg, Germany: Podzun-Pallas. ISBN 3-7909-0284-5.
- Kurowski, Franz (1992). Panzer Aces. New York: Ballantine Book. ISBN 0-345-44884-7.
- Patzwall, Klaus D. and Scherzer, Veit (2001). Das Deutsche Kreuz 1941 - 1945 Geschichte und Inhaber Band II. Norderstedt, Germany: Verlag Klaus D. Patzwall. ISBN 3-931533-45-X.